# Jaroměř
Jaroměř, város Csehországban, a Náchodi járásban, a Hradec Králové-i régióban. Az Innotech nevű autógyártónak található itt a székhelye.

## Fekvése
Jaroměř 15 km-re északkeletre a megyeszékhelytől Hradec Královétól található, három folyó összefolyásánál, az Úpa, a Metuje és az Elba torkolatánál.

## Története

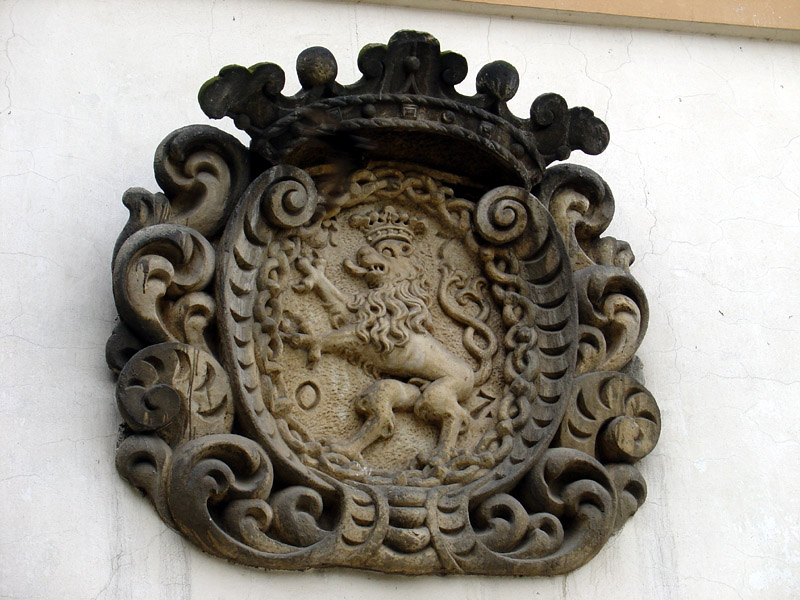

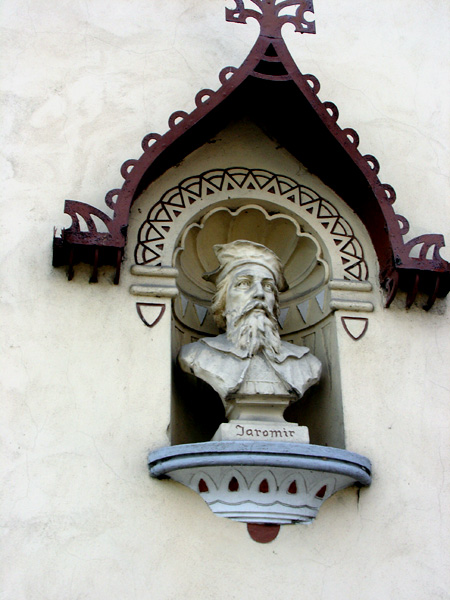

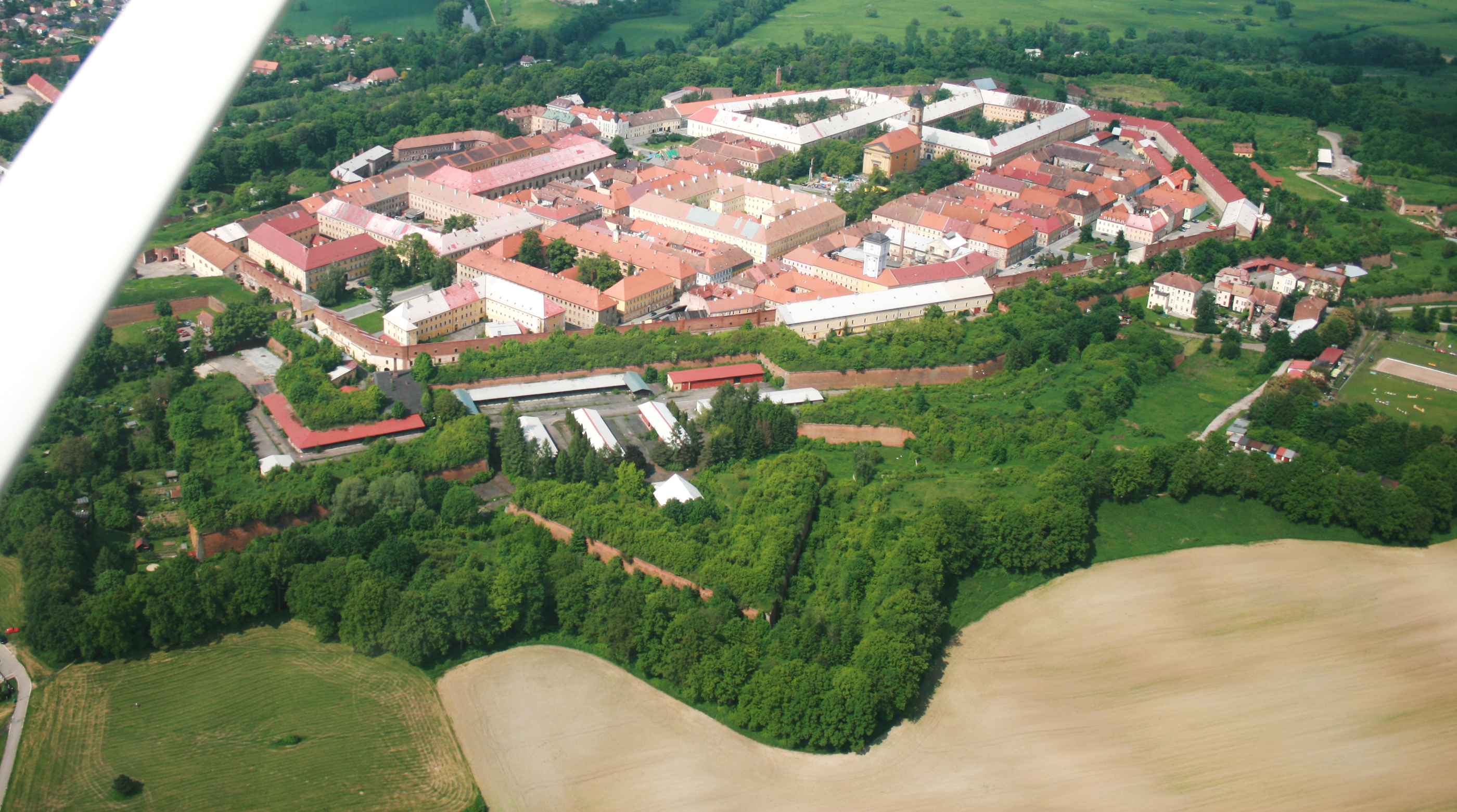
Az egykori Josefstadt

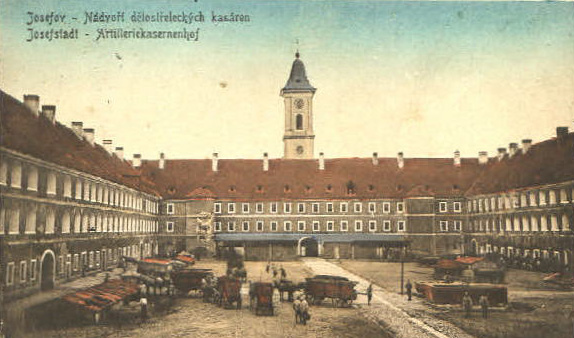
Josefstadt egy régi fotón

A történelmi óváros több mint ezer éve lakott. A 11. század elején Jaromír, Přemysl-házi fejedelem várat épített itt.
I. Přemysl Ottokár király idején Jaroměř királyi város volt.
A 14. században Prága érseke, Pardubicei Arnošt Ágoston-rendi kolostort is alapított itt. A hely akkoriban jelentős kiváltságokat kapott. 1421-ben a várost  a husziták foglalták el és fosztották ki. A város az ellenreformáció idején, a huszita tanítás központja volt. 1645-ben a svédek ostromolták meg.
Az 1780-1787-es években a várossal szemben, az Elba és Metuje bal partján, II. József császár építtetett várat, Plest, melyet később Josefstadt néven neveztek. 1948-ban az erődített várost, Josefstadtot Jaroměř kebelezte be.

## Nevezetességek
- Gótikus katedrális
- Középkori városfal.
- Történelmi árkádos óváros
- Romantikus Josefov labirintus
- Vasúti Múzeum

## Közlekedés
A Jaroměř pályaudvar fontos vasúti csomópont ahol Jaroměř-Trutnov és Pardubice-Liberec felé ágazik el a vasútvonal (korábban a dél-észak-német vasúti összeköttetés).

## Népesség
A település népessége az elmúlt években az alábbi módon változott:
| Lakosok száma | 5442 | 14 050 | 7848 | 11 825 | 12 046 | 12 619 | 12 489 | 12 433 | 11 980 | 12 541 |
|               | 1869 | 1900   | 1921 | 1961   | 1980   | 2012   | 2016   | 2019   | 2021   | 2024   |

## Itt születtek, itt éltek
- Otakar Španiel (1881–1955), szobrász, fafaragó és éremművész
- Josef Sima (1891–1971), cseh származású francia festő
- Zdeněk Veselovský (1928–2006), zoológus
- Vladimír Kopal (1928–2014), jogtudós
- Jiří Novák (1950), jégkorongozó
- Zdeněk Vanek (1968), kézilabdaedző
- Martin Vágner (1984), jégkorongozó

## Galéria

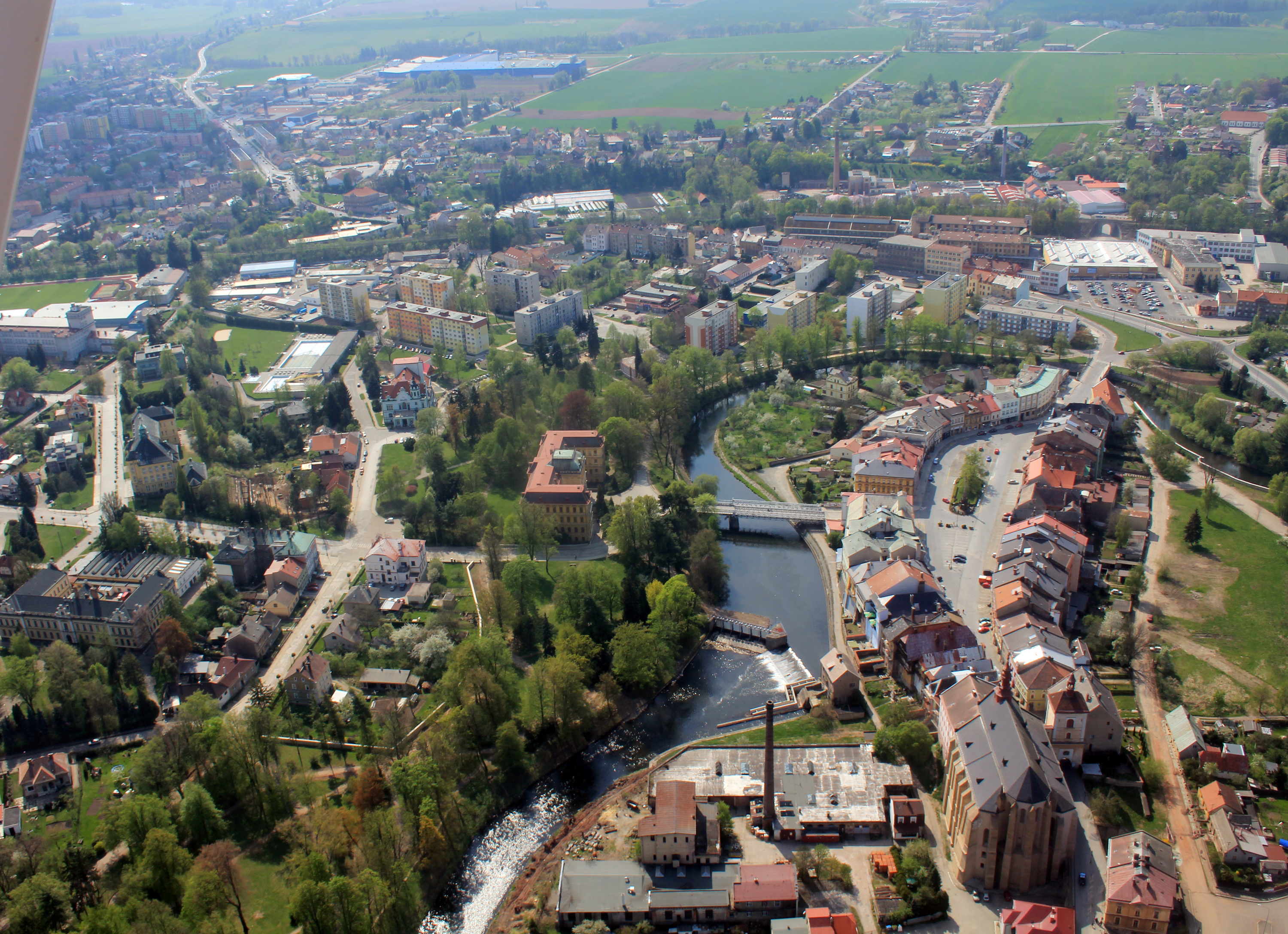
A város légifelvételen
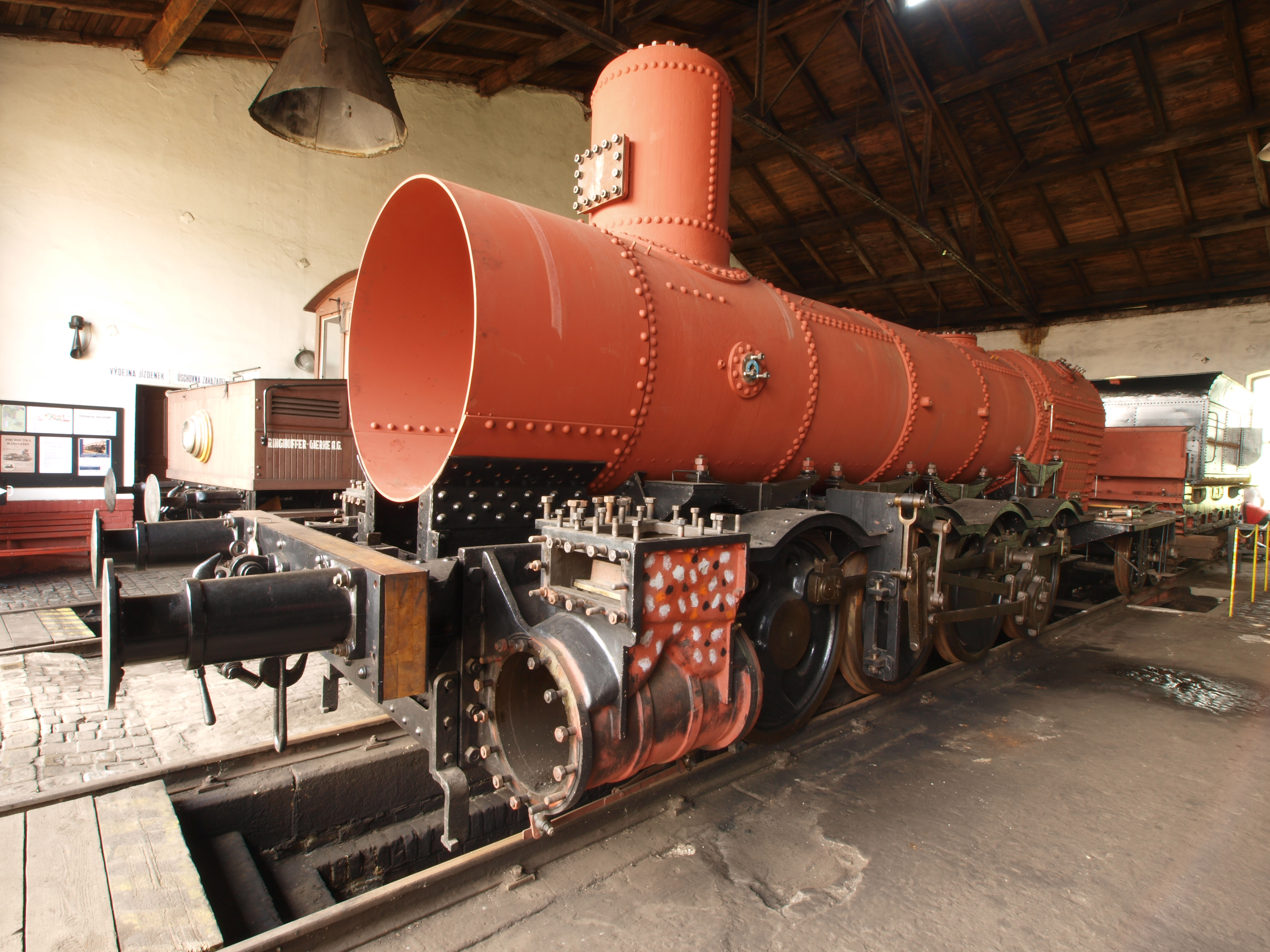
A Vasúti múzeum belülről
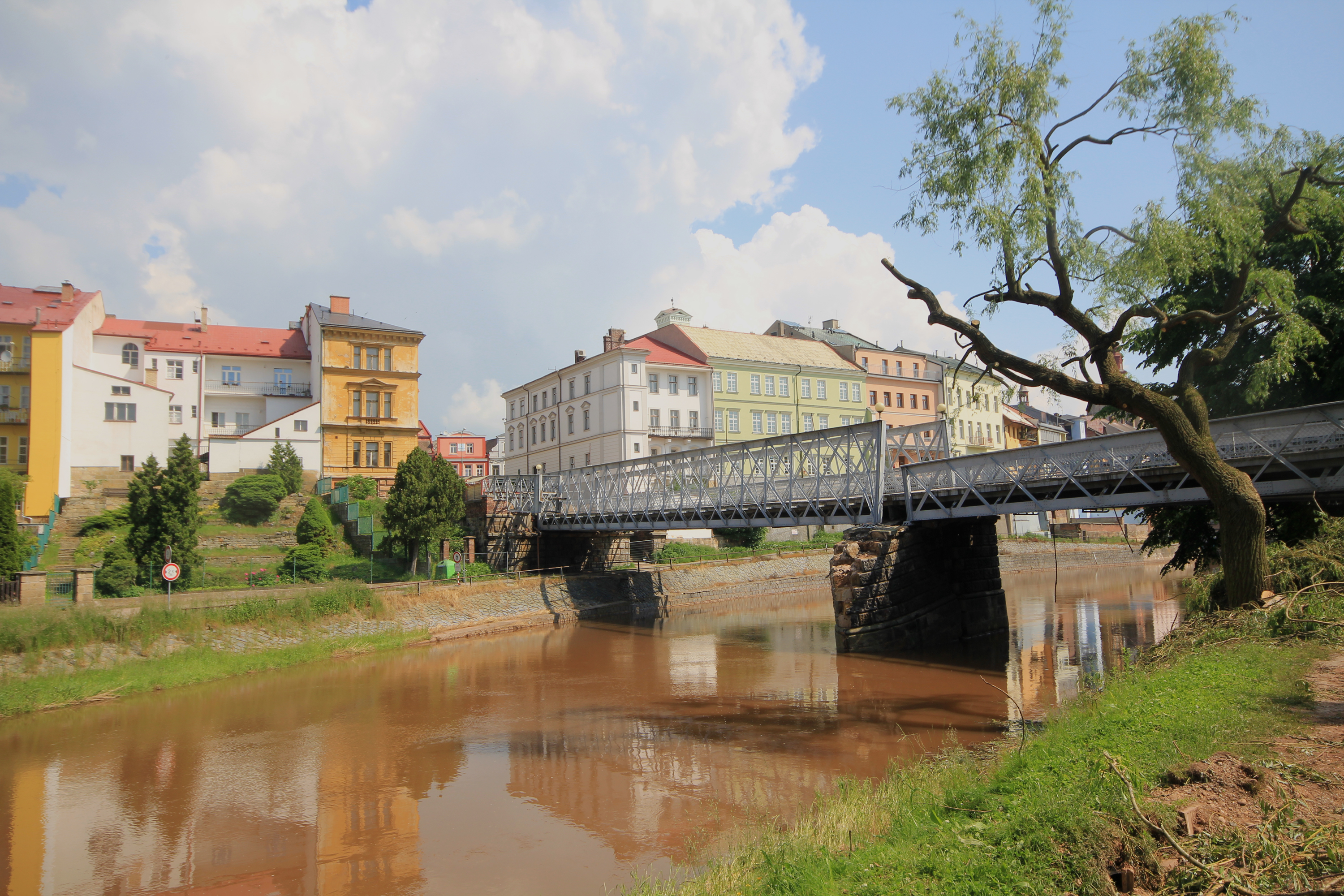
A városon átfolyó Elba
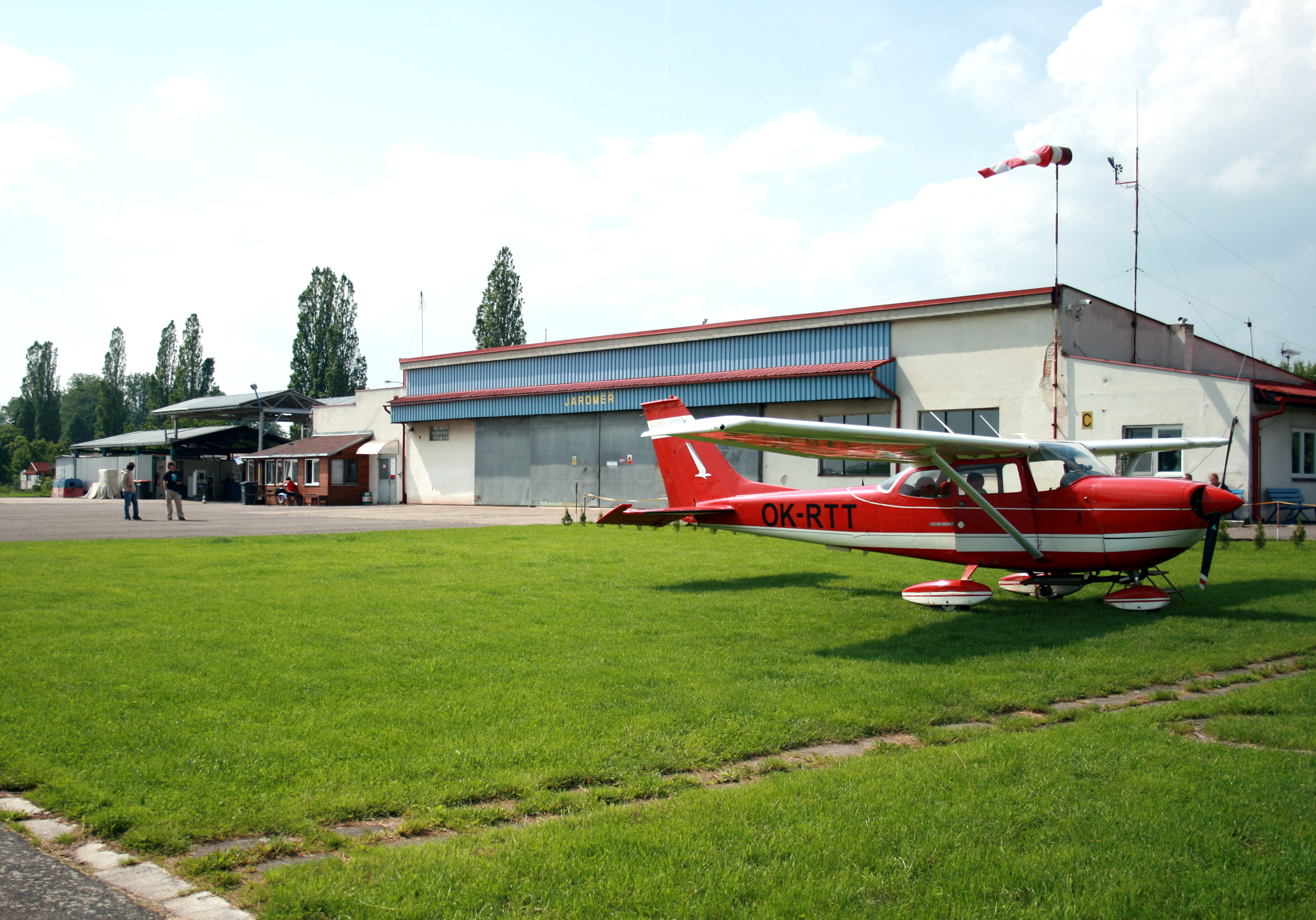
A repülőtér épülete
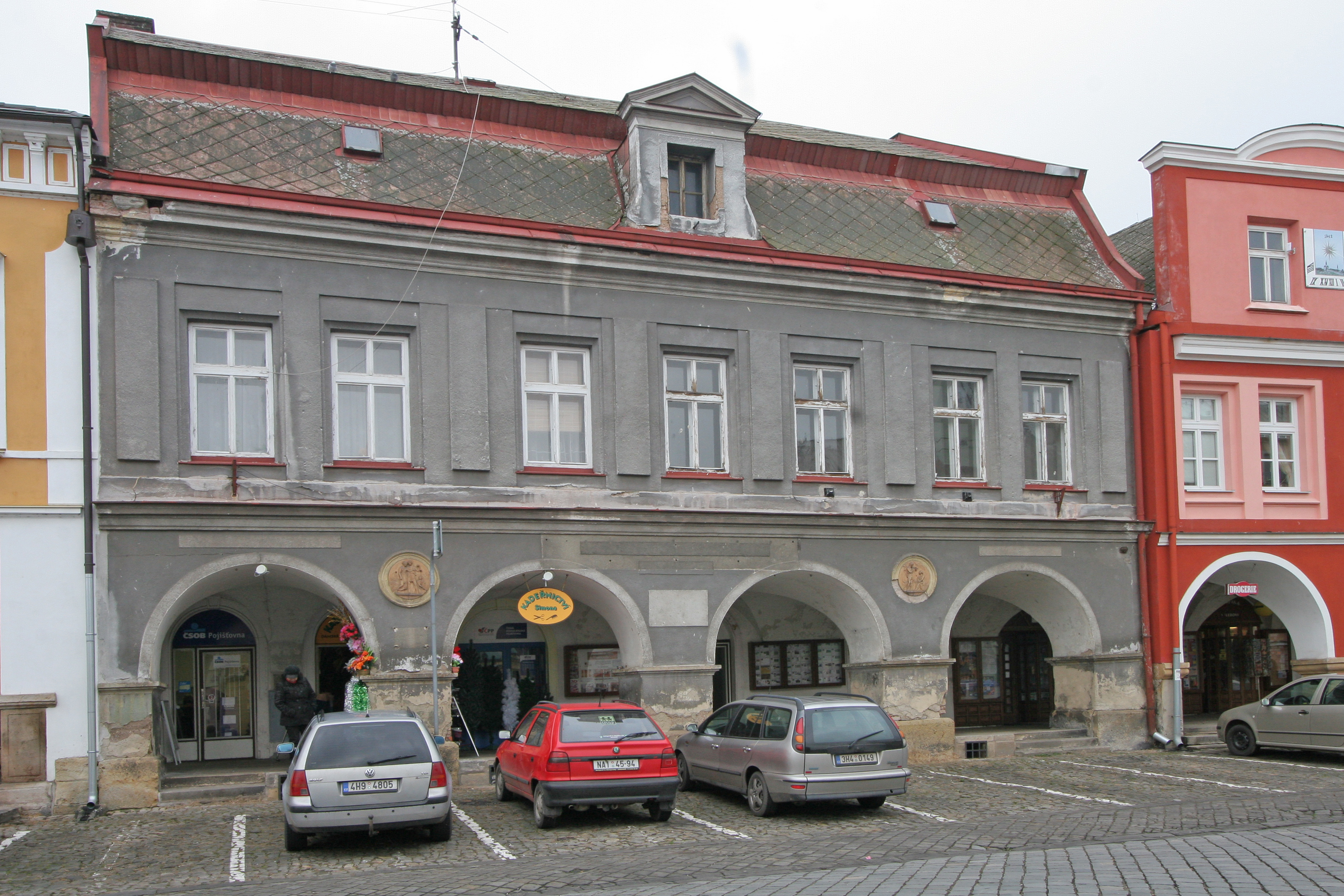
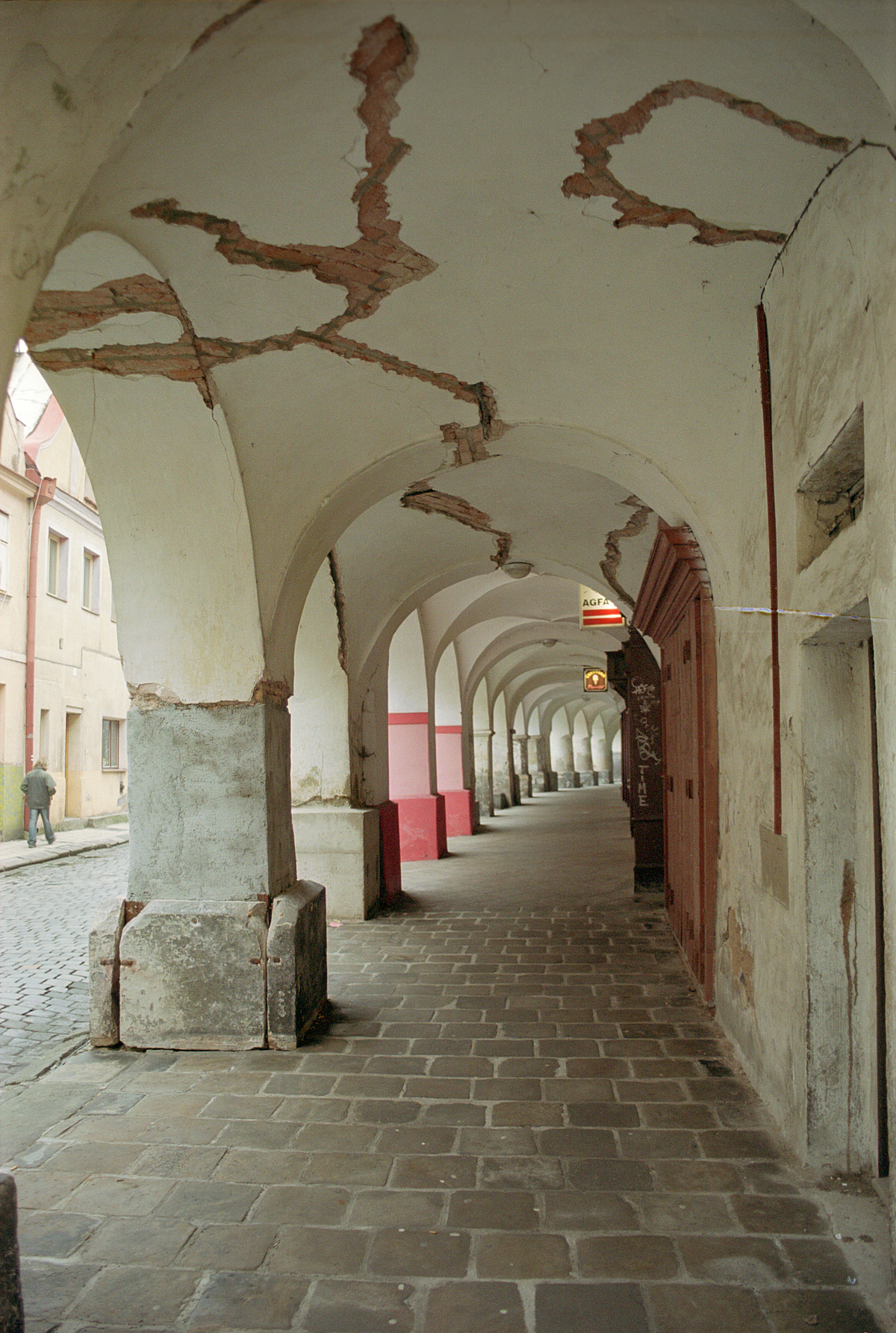
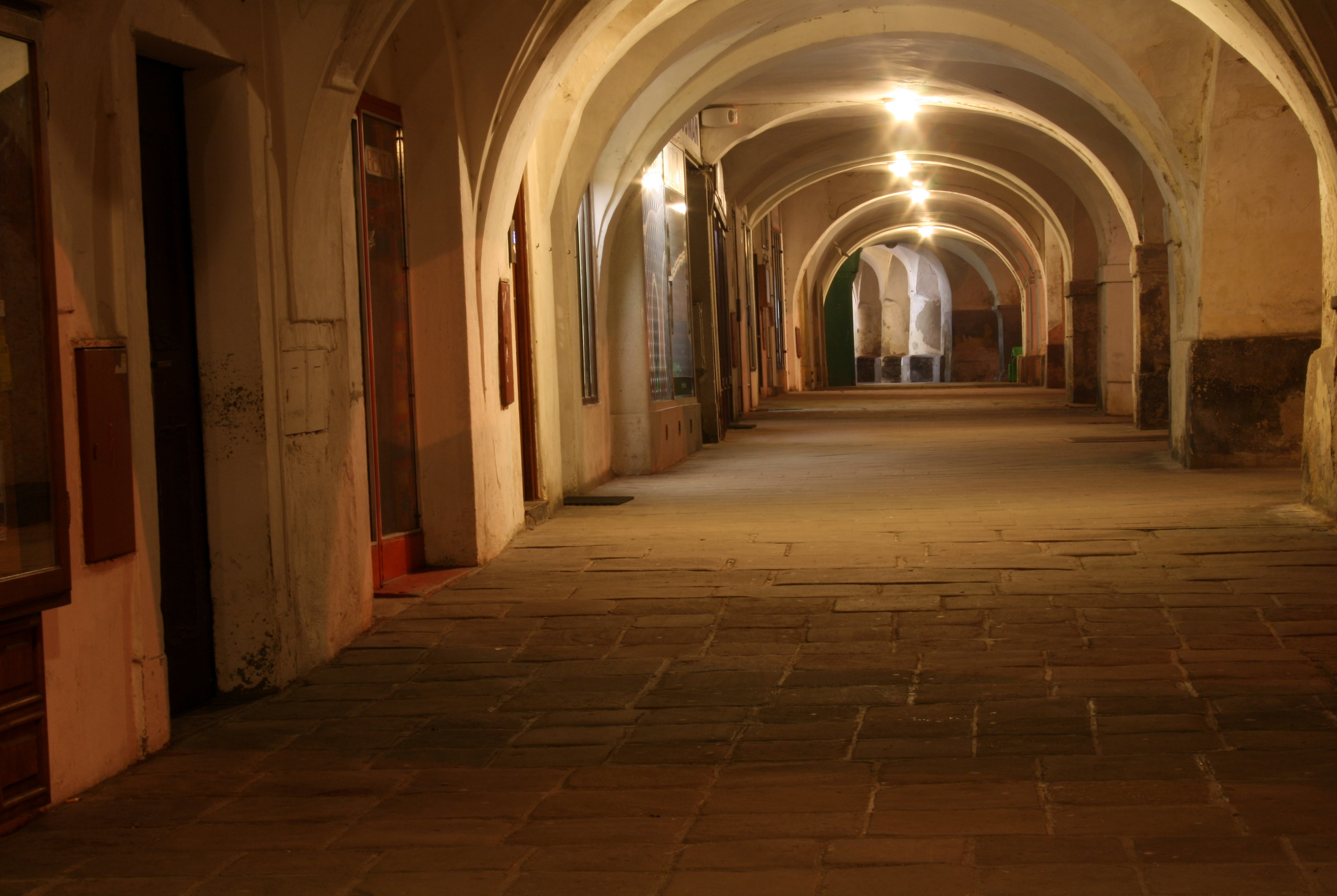
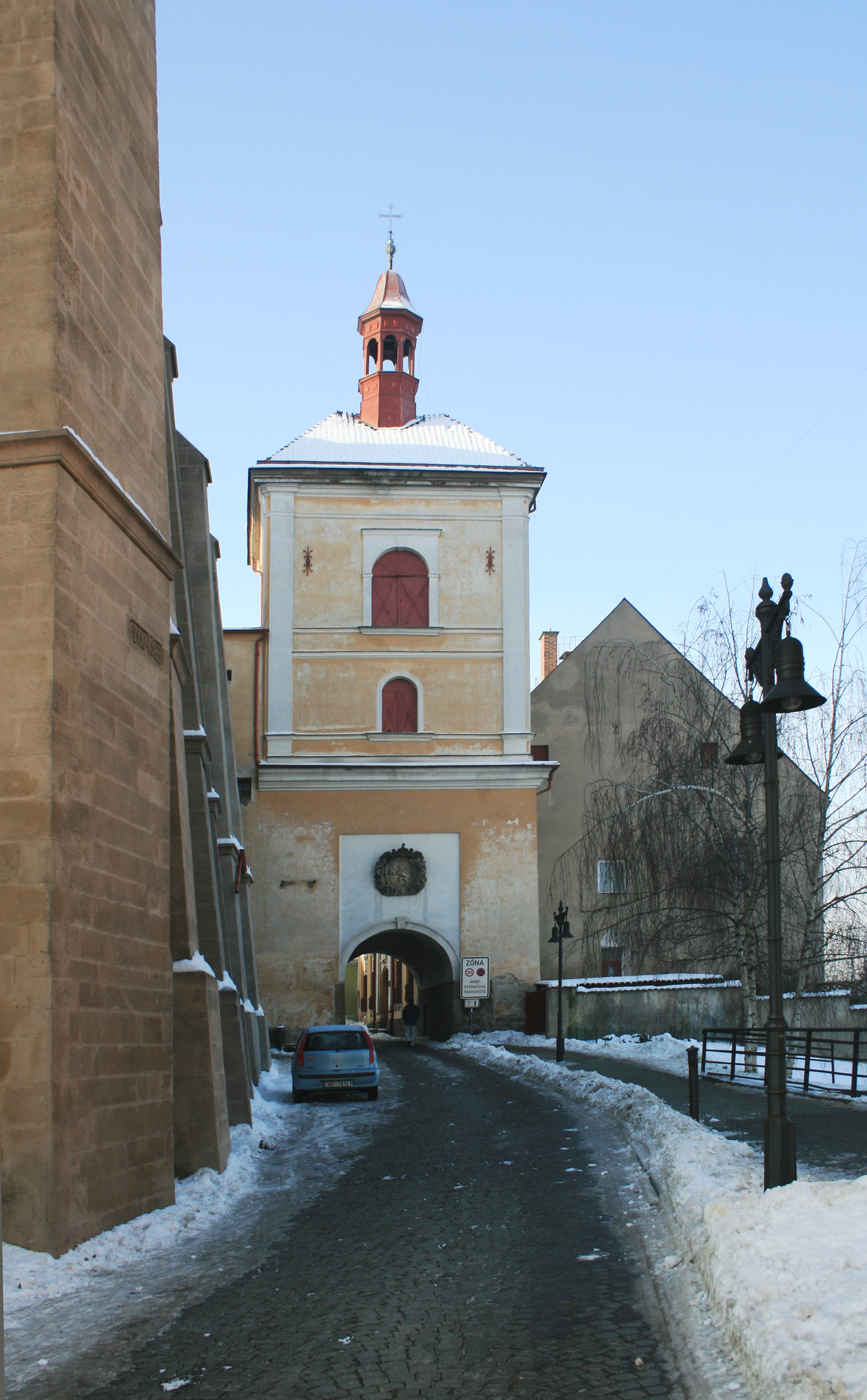
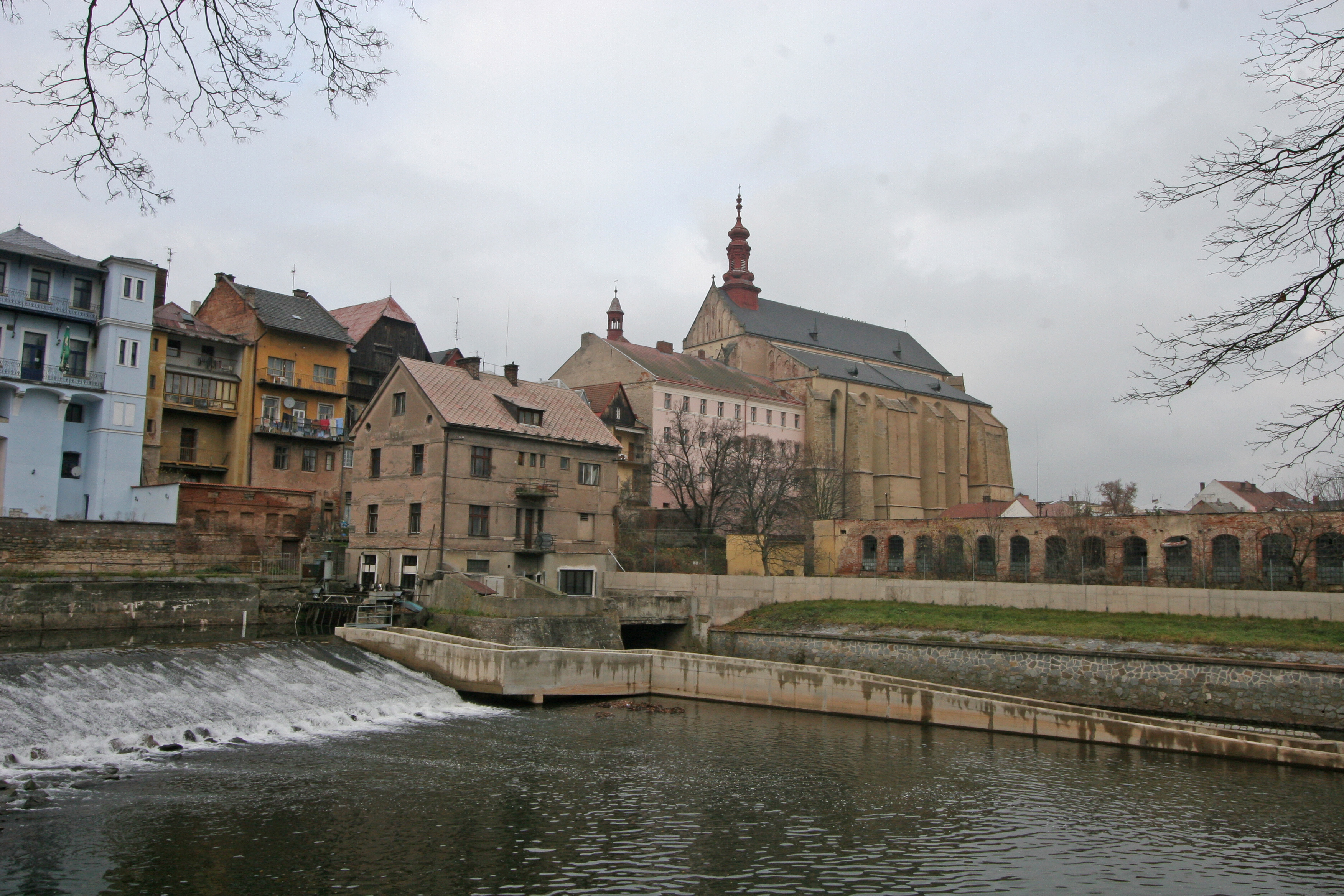
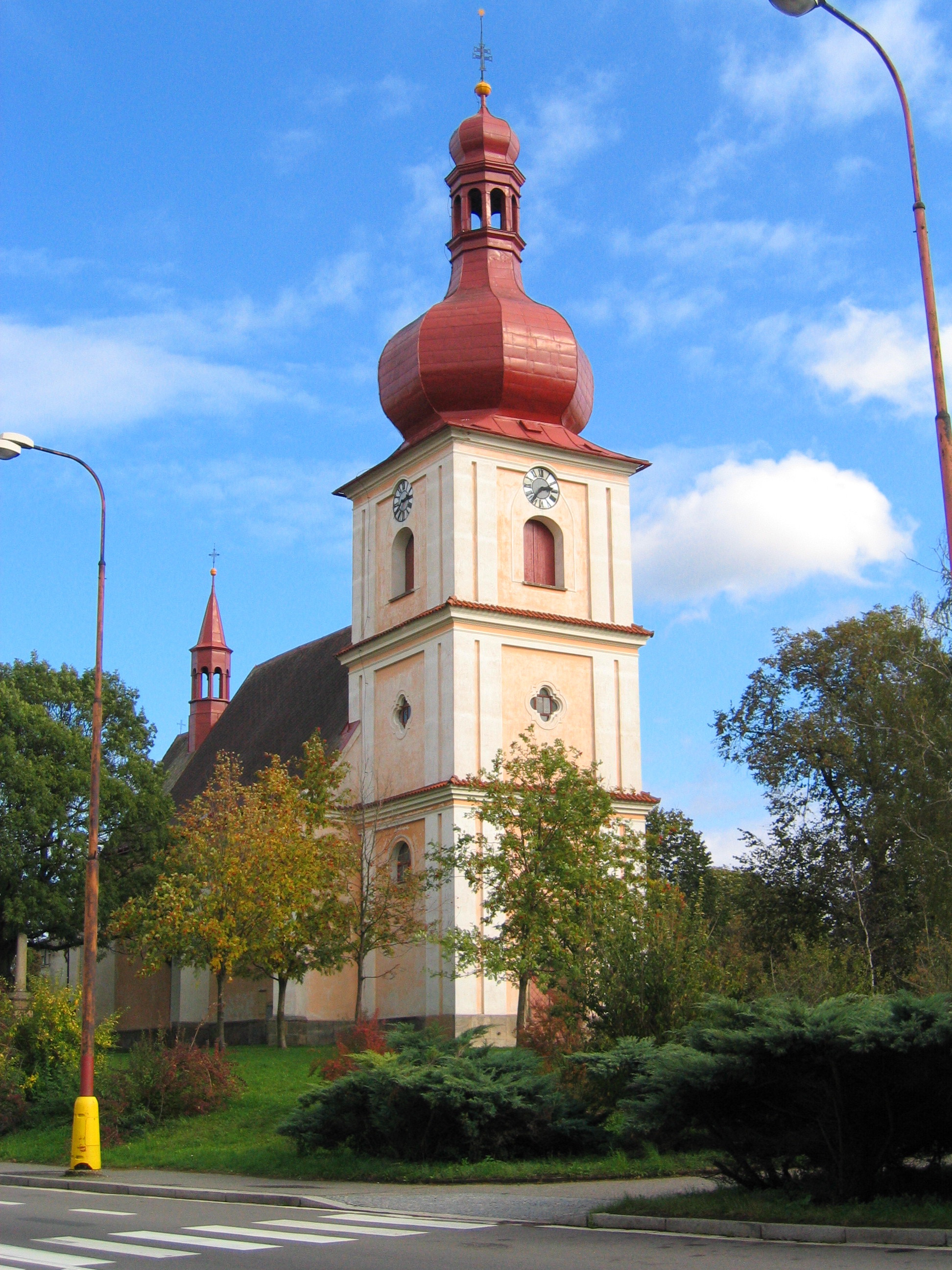
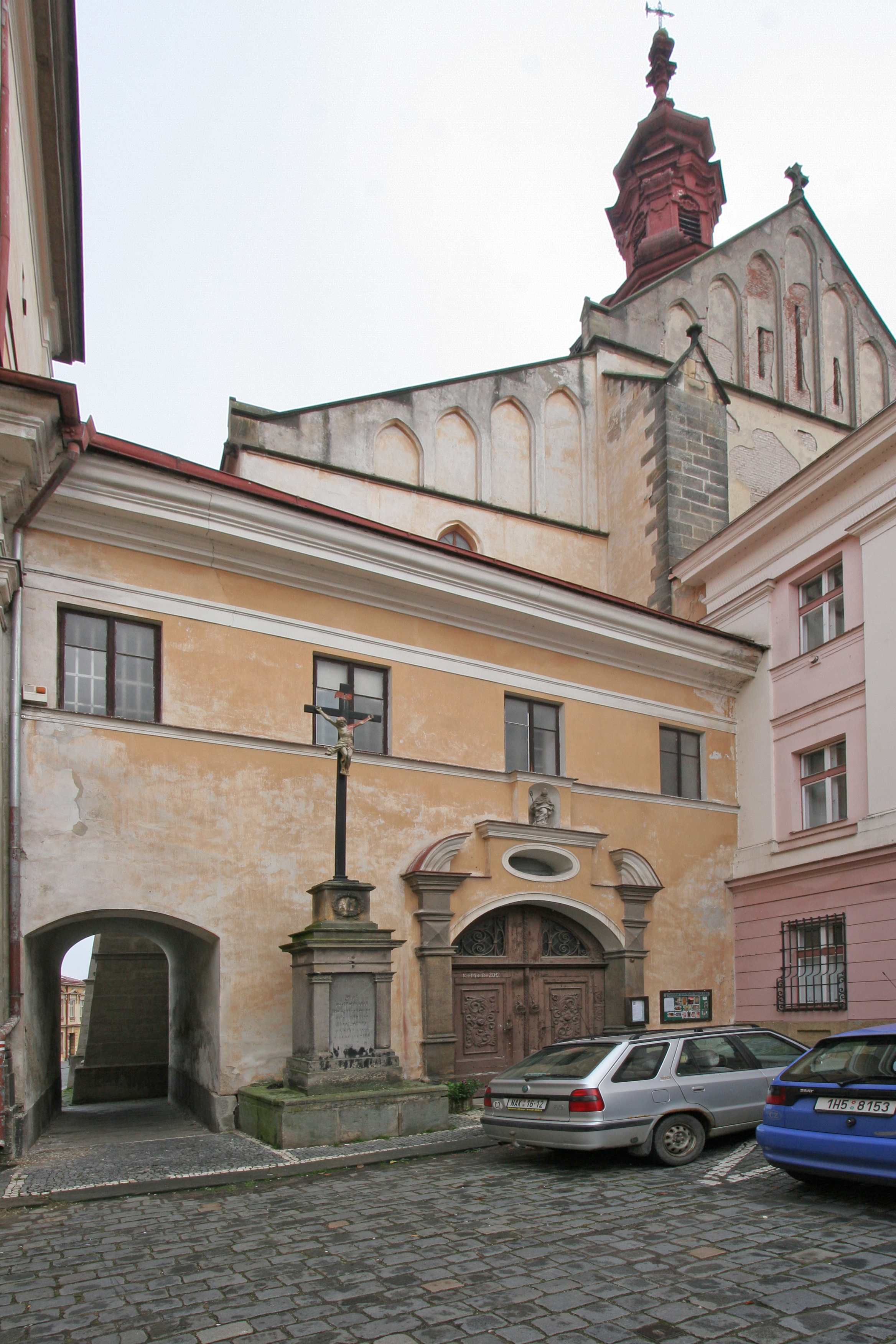
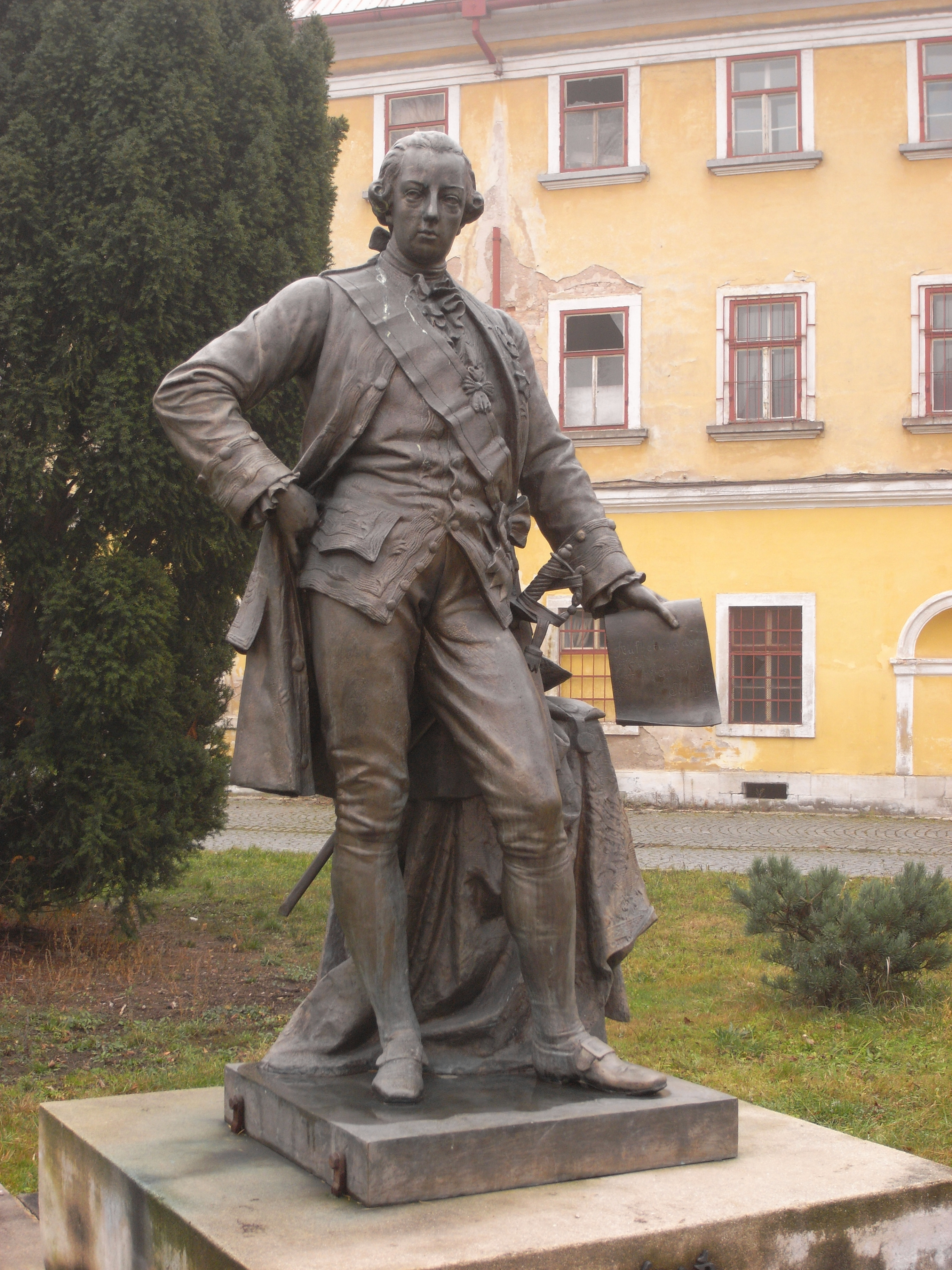